# Meravigliosa (Guè)
Meravigliosa è un singolo del rapper italiano Guè, pubblicato il 28 marzo 2025 come secondo estratto dal nono album in studio Tropico del Capricorno.

## Descrizione
Il brano contiene un campionamento del brano Acqua e sapone degli Stadio.

## Video musicale
Il videoclip ufficiale, diretto da Fabrizio Conte, è stato pubblicato in concomitanza della pubblicazione del singolo attraverso il canale YouTube del rapper e si ispira alle atmosfere del film Il domani non muore mai.

## Classifiche
| Classifica (2025) | Posizione massima |
| ----------------- | ----------------- |
| Italia            | 5                 |